# عدي زهران
عدي زهران هو لاعب كرة قدم أردني دولي؛ يلعب حالياً للنادي الفيصلي الأردني في مركز الدفاع، ظهير أيمن.

## روابط خارجية
- عدي زهران على موقع قاعدة بيانات كرة القدم.إي يو (الإنجليزية)
- عدي زهران على موقع ناشيونال فوتبول تيمز (الإنجليزية)
- عدي زهران على موقع Soccerway.com (الإنجليزية)
- عدي زهران على موقع كووورة